# Mia Bau Hansen
Mia Bau Hansen (født 22. juni 1995) er en kvindelig dansk ishockeyspiller, der spiller for Danmarks kvindeishockeylandshold og svenske Malmö Redhawks i Damettan.
Vokset op i Rødovre, hvor hun startede sin ishockey karriere i 1997, blot 2 år gammel. 
Bau Hansen fik slutrundedebut for Danmark ved VM i ishockey 2017 i Graz og deltog også ved de efterfølgende slutrunder i 2018 og 2019. Hun deltog desuden under Vinter-OL 2022 i Beijing, hvor det danske hold blev nummer 10.